# デルフトの家の中庭
『デルフトの家の中庭』（デルフトのいえのなかにわ、蘭: De binnenplaats van een huis in Delft、英: The Courtyard of a House in Delft）は、オランダ黄金時代の画家ピーテル・デ・ホーホが1658年にキャンバス上に油彩で制作した絵画である。 絵画は、デ・ホーホの中期に典型的な市民階級の女性たちの家庭生活を穏やかな色調で描いている。建物の細部や質感は、人々と同じくらいかそれ以上に画家の注意を向けられている。左側のアーチの上部に「P.D.H. / A 1658」と署名と制作年が記されている。作品は、ロンドン・ナショナル・ギャラリーに所蔵されている。

## 歴史
絵画は、1908年、美術史家ホフステーデ・デ・フロートにより記録され、ジョン・スミス (美術史家) (補遺、50番) 、デ・フロート (38番) として目録に記載された。
作品は、1825年までオランダに残っていたが、ロバート・ピール卿により購入された。ポール・アドルフ・ラジョンにより版画化された。 1871年に、ピール卿の息子のロバート・ピールにより、ピール卿の他の美術コレクションとともに、ロンドンのナショナル・ギャラリーに売却された。ナショナル・ギャラリーでは、1906年の総目録で835番とされた。

## 作品

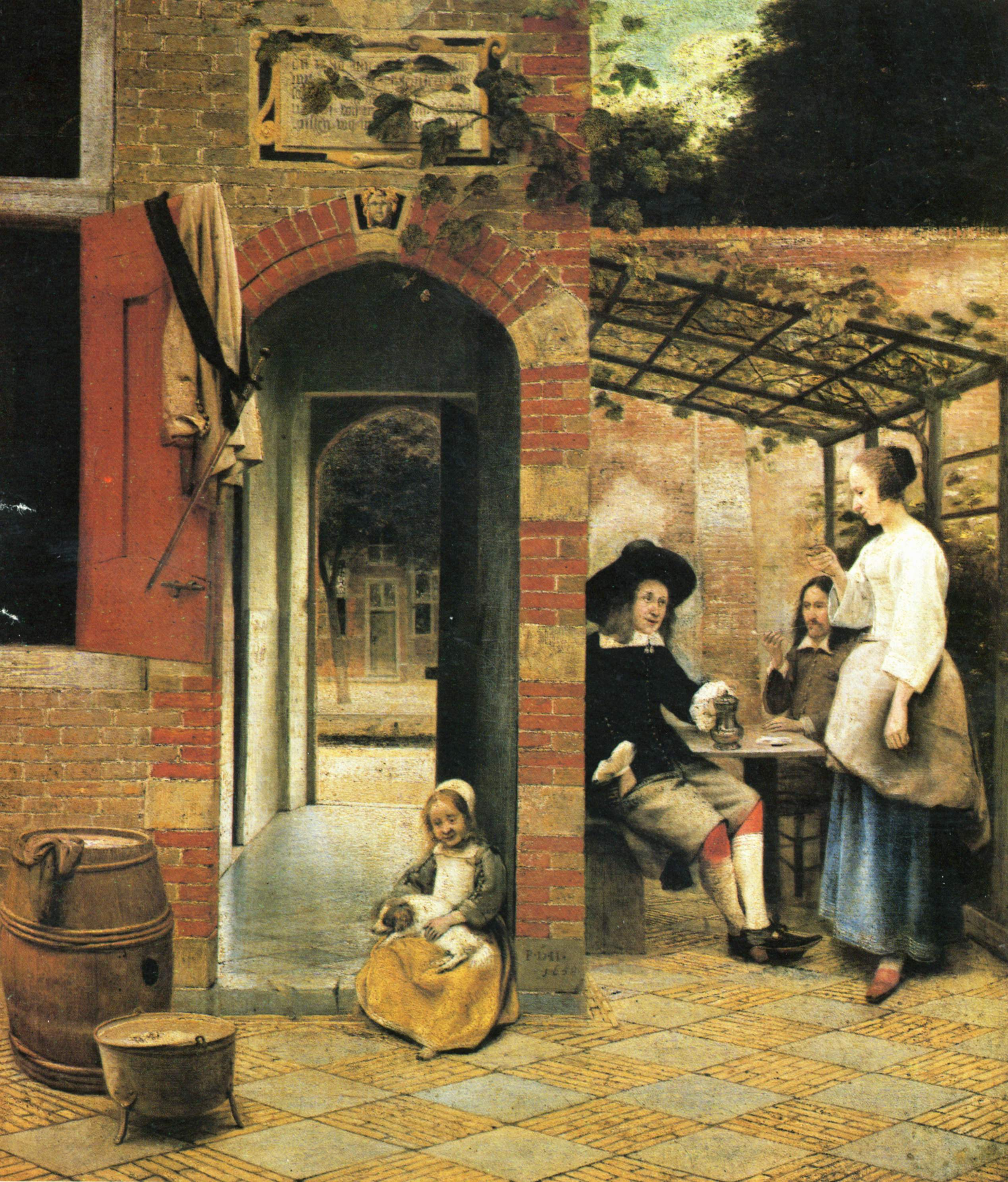
『あずまやのある中庭』、1658年、個人蔵

場面は２つの部分に分かれている。左側にはレンガと石のアーチがあり、舗装された中庭から家を抜ける通路へと続いている。通路には、黒と赤の服を着た女性が向こうの通りの方を見て、立っている。通路入り口の上の石板は、本来、デルフトのヒエロニムスダーレ修道院にあった。 銘文は、オランダ語で「Dit is in sint hieronimus daelle / wildt v tot pacientie en lydtsaemheijt begeeven / vvand wij muetten eerst daellen / willen wy worden verheeven 1614」 (ここは、聖ヒエロニムスの谷の中にある/辛抱強く、おとなしくあれ/私たちは、まず下って行かなくてはならないから/引き上げられたいと望むならば) と読める。銘文は、家事に勤しむ穏やかで忍耐強い生活が、宗教儀式と同様に人々を天国に導くことを示唆している。なお、修道院が閉鎖された時、この石板は取り除かれたが、最近まで運河の背後の庭の壁にはめ込まれていた。
右側には蔓が木の枠組みの上に繁っており、さらに右にあるレンガの壁の中にはドアが開いている。白と青の服を着た女中が、少女を連れて中庭に続く階段を下りてきている。女中はもう一方の手に皿を持っている。中庭には、バケツと箒が置かれたままになっている。つい先ほどまで使われていたことは間違いない。女中は小さな少女の方に注意を向け、愛情をこめて、言葉と手本で教え導いている。
本作が描かれた当時、家族と家庭の営みについての論文が書かれていた。ヤーコプ・カッツ (Jacob Cats) の『Houwelyck』は直接、女性に向けて書かれたもので、本の章は、女中、恋人、嫁、主婦、母、未亡人に分けられていた。デ・ホーホを含む芸術家の中には、そのような本に書かれていた理想を確認し、奨励するような絵画を制作した者もいた。左側の通路にいる女性は少女の母であると思われ、彼女は家そのものの中にいる。一方、女中と少女はより自然に近い場所にいる。作品は、デ・ホーホの建築を描く技術を示しているが、同時に家庭の安定のための女性の役割の図像なのである。
本作は、時代とともに黄色と青の顔料が褪せたことで色彩のバランスが変化してしまっている。当初、木々の緑はもっと濃く、空や女中のスカートの青はもっと濃かったであろう。それにもかかわらず、鑑賞者は穏やかな陽光を感じ取ることができる。光は小さな中庭に降り注ぎ、アーチの下に影を落とし、再び明るくなって向かいの家を照らし、隣人の窓の方を見ている主婦のシルエットを浮かび上がらせている。
本作の登場人物と類似した人物が『二人の男と飲む女』 (1658年、ロンドン・ナショナル・ギャラリー) や『パンを持ってくる少年』(1663年、ウォレス・コレクション) などの同時代の作品にも見られる。 同じ通路の入り口のある類似した構図が、やはり1658年制作の『あずまやのある中庭』にも見られる。この作品は、1992年12月のロンドンのクリスティーズにおいて440万ポンドで売却された。
なお、本作はデレク・マホンの詩の主題となった。